# Niaaz Salarbaks
Niaaz Salarbaks is een Surinaams dammer.

## Biografie
Niaaz Salarbaks was in 2010 rond de 15 jaar toen hij het jeugdkampioenschap dammen van Suriname won. In die tijd speelde hij ook al tegen senioren, zoals tijdens de Srefidensi Open en de Roethof Open, en tijdens de Suriname Open van 2011 waar hij tweede werd. In 2013 en 2014 werd hij opnieuw jeugdkampioen en tijdens de Srefidensi Open van 2013 werd hij tweede.
In 2016 behaalde hij de tweede plaats tijdens het Surinaams kampioenschap dammen. Hierdoor kwam hij ook voor Suriname uit tijdens het Pan-Amerikaans Kampioenschap dat jaar. Daar werd hij dertiende. In 2018 en 2019 reisde hij af naar de Curaçao Open Challenge en eindigde daar beide jaren op de elfde plaats. In 2020 werd hij derde tijdens het Surinaams kampioenschap en in 2021 werd hij tweede tijdens het nationale toernooi sneldammen; zijn broer Arief Salarbaks werd eerste.
Salarbaks speelt bij de club Randjiet Boys en draagt de titel Federatiemeester (MF) bij de FMJD. In zijn dagelijks leven slaagde hij in 2021 aan de AdeKUS met een bachelorgraad in economie.

## Palmares
Hij behaalde een podiumplaats tijdens de volgende kampioenschappen:
| Jaar | plaats | kampioenschap                                     |
| ---- | ------ | ------------------------------------------------- |
| 2010 | Goud   | Nationaal Jeugdkampioenschap                      |
| 2011 | Zilver | Open Suriname                                     |
| 2013 | Goud   | Nationaal Jeugdkampioenschap                      |
| 2013 | Zilver | Srefidensi Open                                   |
| 2014 | Goud   | Nationaal Jeugdkampioenschap                      |
| 2016 | Zilver | Surinaams Kampioenschap                           |
| 2016 | 13e    | Pan-Amerikaans Kampioenschap, São Paulo, Brazilië |
| 2020 | Brons  | Surinaams Kampioenschap                           |
| 2021 | Zilver | Surinaams Kampioenschap sneldammen                |